# Liste des évêques de Hwange
Liste des évêques de Hwange
(Dioecesis Huangensis)
La préfecture apostolique de Wankie est créée le 29 juin 1953, par détachement des vicariats apostoliques de Bulawayo et de Salisbury.
Elle est érigée en évêché le 1er mars 1963.
Ce dernier change de dénomination le 8 avril 1988 pour devenir l'évêché de Hwange (en). 

## Sont préfets apostoliques
- 1953-† 1956 : Francesco Font Garcia, préfet apostolique de Wankie.
- 19 octobre 1956-† 1963 : Dominic Ros Arraiza, préfet apostolique de Wankie.

## Sont évêques
- 1er mars 1963-9 février 1999 : Ignacio Prieto Vega, évêque de Wankie, puis de Hwange (8 avril 1988).
- 9 février 1999-10 juin 2004 : Robert Ndlovu (Robert Christopher Ndlovu)
- 10 juin 2004-5 décembre 2006 : siège vacant
- depuis le 5 décembre 2006 : José Serrano Antón (José Alberto Serrano Antón)

## Sources
- L'ANNUAIRE PONTIFICAL, sur le site http://www.catholic-hierarchy.org, à la page